# کارنالیت
کارنالیت (به انگلیسی: Carnallite) یک ماده معدنی اواپریت، هیدرات پتاسیم منیزیم کلرید با فرمول شیمیایی KMgCl3·6(H2O) می‌باشد. رنگ‌های متنوعی چون زرد مایل به سفید، مایل به سرخ، و برخی اوقات بی‌رنگ یا آبی است. معمولاً حجمی فیبری با کریستال‌های شبه شش ضلعی  اورتورومبیک دارد. این ماده معدنی آب شونده (جذب رطوبت از هوای اطراف) است و نمونه‌ها باید در محفظه ای بدون هوا نگهدری شوند.
کارنالیت همراه توالیی از پتاسیم و منیزیم مواد معدنی اواپوریت شده (تبخیر شده):سیلویت، کاینیت ،پیکرومریت ،پلی هالیت و کیسایت بوجود می‌آید. کارنالیت یک ماده معدنی جفت کلرید غیر متداول است که تنها تحت شرایط خاض محیطی در یک دریایی در حال تبخیر یا یک آبگیر رسوبی، ایجاد می‌شود. برای هر دو پتاسیم و منیزیم استخراج می‌شود و در ته‌نشینی‌های تبخیری کارلزبد، نیومکزیکو; آبگیر پارادوکس در کلرادو ;در یوتا اشتاسفورت آلمان;آبگیر پرم در روسیه آبگیر ویلسون در ساسکاچوان کانادا، رخ می‌دهد. این رسوبات از دوونین زمان‌های پرمین گرفته شده‌است. هر دو کشور اسرائیل و اردن از دریای مرده پتاس تولید می‌کنند با استفاده از مخازن تبخیری برای تغلیظ آب نمک تا کارنالیت رسوب کند، کارنالیت را از مخازن لاروبی می‌کنند و عملیاتی را برای جدایی منیزیم کلرید از پتاسیم کلرید روی آن انجام می‌دهند.
کارنالیت اولین بار در سال ۱۸۵۶ توسط نوع موقعیت ته‌نشینی استسفورت، ایالت زاکسن-آنهالت در آلمان توصیف شد. برای معدن کار پروس مهندس رادولف ون کارنال(۱۸۷۴–۱۸۰۴)، به این نام، نام‌گزاری شد

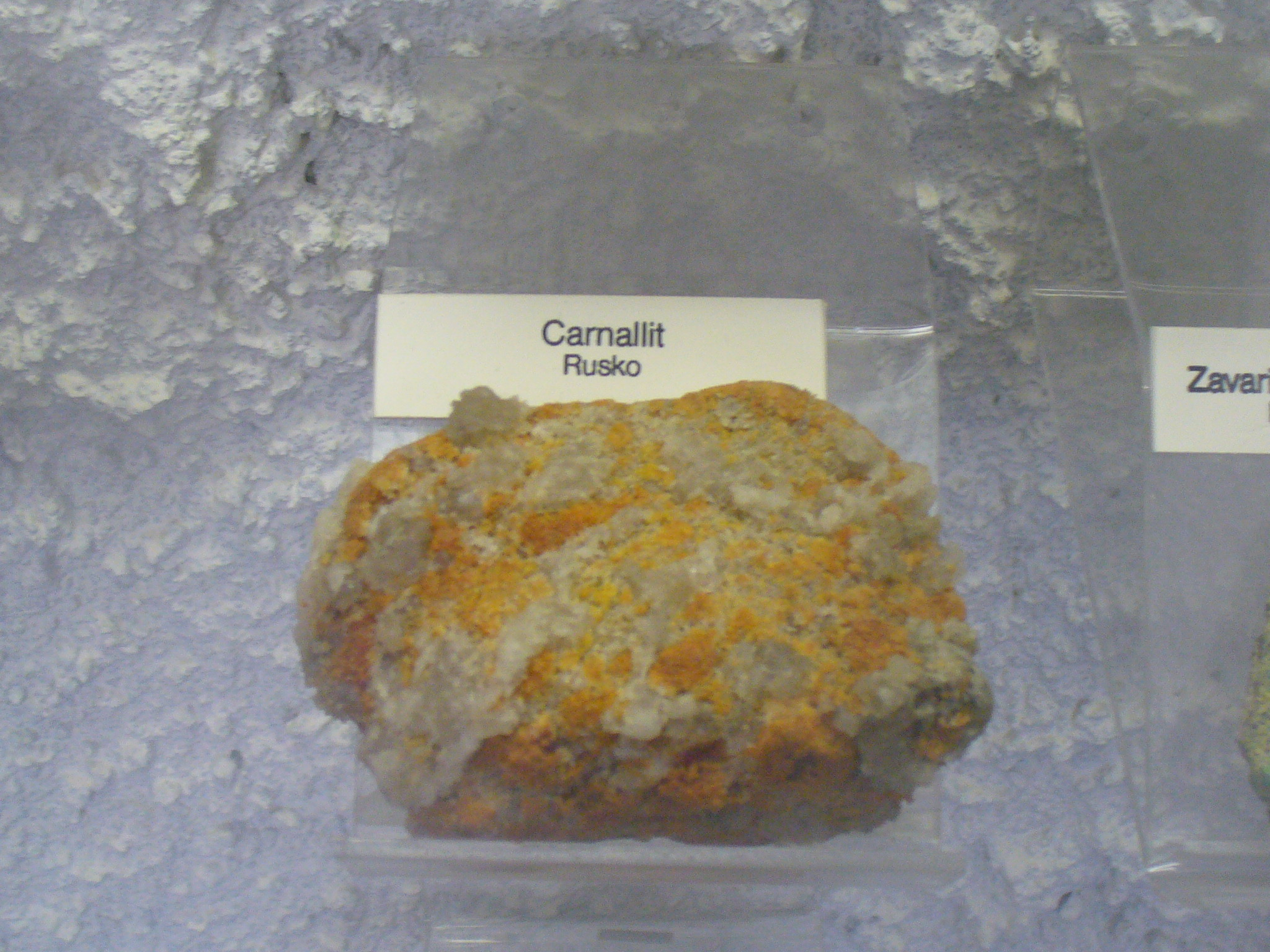
Carnallite from Russia

.

## اطلاعات زمینه ای
هالیدها ترکیبات دوتایی هستند. آنها توسط یک هالوژن و یک یون فلزی تشکیل شده‌اند. شیمی ساختاری هالیدها توسط الکترونگاتیوی یون هالوژن، مشخص شده‌است. یعنی یون‌های غالب بزرگ کلر-، برم-، فلور- یا ید-. اینها به راحتی دوقطبی می‌شوند . یون‌ها با کاتیون‌های هم اندازه خود ولی ظرفیت کم و دوقطبی ضعیف، ترکیب می‌شوند. کاتیون‌ها اغلب از گروه فلزات قلیایی هستند. سیلویت یک ترکیب دوتایی با فرمول KCl است. سیلویت اول از ترکیب انحلال +Cl-,Mg2+،K، رسوب کرده و یک نمک غنی از منیزیم که از ترکیب هالید کارنالیت رسوب کرده‌است، رسوب می‌کند.

## ترکیب
فرمول شیمیایی کارنالیت KMgCl3·۶(H2O) می‌باشد. نمونه ای از ترکیب کریستال کارنالیت می‌تواند با ۱٫۵ مول درصد KCl و ۹۸٫۵ مول درصد MgCl2·6H2O توسط بلوری شدن آهسته در دمای ۲۵ درجه سانتیگراد، تولید شود. چگالی آن ۱٫۶۰۲ گرم بر سانتی‌متر مکعب است.کارنالیت همچنان می‌تواند توسط خورد کردن ترکیب هیدرات منیزیم کلرید و پتاسیم کلرید نیز تولید شود.

## ساختار
کارنالیت هم مشترک گوشه و هم مشترک روبرو است. یک هشت ضلعی از شبکهٔ KCl6، که دو سوم آن مشترک روبرو است، وجود دارد.
هشت ضلعی Mg(H2O)6 فضای خالی بین هشت ضلعی KCl را اشغال می‌کند. فاصلهٔ بین اتمی بین اتم منیزیم و H2O بین ۰٫۲۴۰ تا ۰٫۲۰۹ نانومتر با میانگین ۰٫۲۰۴۵ نانومترتغییر می‌کند. فاصلهٔ اتمی بین اتم کلر و پتاسیم بین ۰٫۳۱۷ تا۰٫۳۳۱ نانومتربا میانگین ۰٫۳۲۴ نانومترتغییر می‌کند. چگالی ساختار حاصل شده ۱٫۵۷۸ گرم بر سانتی مترمکعب با یک قرارداد خوب دربارهٔ مقدار اندازه‌گیری شدهٔ ۱٫۶۰۲ گرم بر آنتی مترمکعب، محاسبه شده‌است.
اشتراک روبرو شانس بیشتری برای ناپایداری، زیق قانون سوم قوانین پائولینگ دارد. در کارنالیت، موکلول‌های آب، یون‌های منیزیم را محاصره می‌کنند. این عمل از واکنش مستقیم بین منیزیم و کلرید، جلوگیری می‌کند. به جای آن، مولکول‌های آب به عنوان انتقال دهندهٔ بار عمل می‌کنند. ۵ آنیون کلرید هر کدام به سمت ۲ کاتیون پتاسیم جهت‌گیری می‌کنند همچنین ۴ مولکول آب. این بدین معناست که هر آنیون کلرید ۱/۶ از یک بار مثبت از هر یک از یون‌های پتاسیم دریافت می‌کند. کلرید همچنان ۱/۶ از یک بار مثبتاز هر یک از مولکول‌های آب را نیز بدست می‌آورد. بدین گونه بارها در کل، ۶ تا ۱/۶ بار مثبت اند که بار منفی کلرید را خنثی می‌کند. این دو جنبه انتقال از اشتراک روبروی نادر، قوانین دوم و سوم پائولینگ را برای کارنالیت توصبف می‌کند.

## خواص فیزیکی
ضریب شکست کارنالیت از ۱٫۴۶۷ تا ۱٫۴۹۴ تغییر می‌کند. کارنالیت ممکن است به علت وجود ذرات هماتیت (Fe2O3) قرمز باشد. قسمت‌های شکسته و ریز اکسید آهن، رنگ قرمز را در لایه ی نازک هماتیت بوجود می‌آورد.همچنین کارنالیت در فضای مرطوب نم بین است. این ممطلب این را نیز می‌رساند که کارنالیت در آب به شدت انحلال پذیر است. تک کرسیتال‌ها شبه شش ضلعی اند و عادت بلوری ولی به شدت کمیاب.شناساگر زمینهٔ کارنالیت، شکل‌گیری محیطی، غیاب شکافتگی و شکستگی است. راهنماهای دیگر می‌تواند چگالی، مزه، وابستگی به معادن محلی و توانایی آن در تابناکی است. کارنالیت مزهٔ تلخی دارد. کارنالیت ممکن است که قادر به شب تابی نباشد ولی قادر به فسفرتابی است.پتاسیم موجود در کارنالیت به راحتی و بدون شعله ذوب می‌شود و رنگ بنفشی را بوجود می‌آورد.

## رخدادهای زمین‌شناسی
مواد معدنی وابسته به یک سری خواص فیزیکی اند که شامل: سنگ نمک، انیدریت، دولومیت، سنگ گچ، کاینیت، کیسریت، پلی هالیت و سیلویت است که محدود به اینها نمی‌باشد.
کانی کارنالیت جزو کانی‌های ته‌نشینی است که با نام تبخیری شناخته می‌شود. تبخیری‌ها توسط آب دریا تغلیظ می‌شوند. جریان داخلی آب باید در زیر تبخیری‌ها یا هم سطح آنها باشد. این باعث طولانی شد زمان تبخیر می‌شود. در محیط آزمایشگاهی کنترل شده، هالیدها از ۱۰٪ تا ۲۰٪ از منبع آب نمونه باقی می‌مانند. نزدیک به ۱۰٪ از سیلویت از شکل‌گیری کارنالیت پیروی می‌کند.
کارنالیت‌ها اغلب در محلول شور دریایی ته‌نشین شده یافت می‌شوند.هر چند بسترهایی در حوضهٔ بسته ی آبگیر قایدم در چینگهای چین نزدیک دریاچه ی دابوسان وجود دارد.

## کاربردها
کارنالیت اغلب در کودها استفاده می‌شود. یک منبع مهم از پتاس محسوب می‌شود. تنها سیلویت از نظر داشتن پتاس نسبت به کارنالیت از اهمیت بیشتری برخوردار است. هردوی آنها کمیاب و غیرمتداول اند چرا که آنها از آخرین تبخیری‌های شکل‌گیری هستند. نمک‌های پتاسیم انحلال پذیر اصلی‌ترین منبع برای کود هستند. این به این دلیل است که جدا کردن پتاسیم از پتاسیم فلداسپار انحلال ناپذیر سخت است. کارنالیت منبع جزئی از منیزیم در جهان است؛ هرچند اصلی‌ترین منبع روسیه می‌باشد.